# GVガス
GV (P-[2-(dimethylamino)ethyl]-N,N-dimethylphosphonamidic fluoride)とは有機リン系神経ガスである。G系とV系の両方の毒ガスの特徴を持っている。
第二次世界大戦後にドイツの残した資料を基にチェコスロバキアで開発された。
サリンと同程度の毒性を持っているが、サリンよりも安定していて残留性が高い。